# Rózsadombi Krisztus Király-templom
Rózsadombi Krisztus Király templom, olykor a „Rákócziánum” kápolnája. Budapesten található a  Keleti Károly utca 39. szám alatt. Eredetileg a Rákócziánum internátus és gimnázium (Budapesti Érseki Katolikus Gimnázium) számára épült 1924 és 1926 között Árkay Aladár tervei alapján. 

## Története
Az 1903-ban Sebők Imre által alapított Rákóczi-kollégium és a vele együtt működő, 1907-ben megnyílt Budapesti Érseki Katolikus Gimnázium épülete 1907 és 1909 között Schömer Ferenc és Baumgarten Sándor tervei alapján épült fel. Ehhez kezdettől fogva templomot is akartak építeni, amely nemcsak a diékok, hanem a környéken lakók templomául is szolgált volna. Hogy könnyebben szerezzenek támogatókat úgy tervezték, hogy ez lesz „II. Rákóczi Ferenc emlék-kápolnája", mert ugyan 1906-ban „a nagy fejedelem hamvai örök pihenőre hazai földbe tértek, az ország fővárosában azonban ez ideig semmi jel nem hirdeti dicső emlékét”. Csak 1912 végén került sor a kápolnaépítő bizottság újjászervezésére Pallavicini Edéné és Wolff Károlyné vezetésével. Ekkor azzal próbáltak támogatókat szerezni , hogy a kápolna az elhunyt Erzsébet királyné nevét viselje. Tervük azonban világháború miatt nem volt megvalósítható, így a gyűjtött pénzt teljes egészében hadikölcsönbe fektették.   Csak 1919-ben folytatódott a gyűjtés, amikor ismét visszatértek a Rákóczi emlékkápolna tervéhez. Ezúttal azonban az infláció semmisítette meg a gyűjtött összeget.
Végül 1923 szeptemberében, amikor Pokorny Emánuel igazgató kezdeményezésére sokadjára alakult meg a kápolnaépítő hölgybizottság, munkájuk sikerre vezetett. Pokorny tervezőt is talált Árkay Aladár személyében, „aki a tervek elkészítését és a munkálatok vezetését teljes önzetlenséggel egyedül Isten dicsőségére elvállalta”. A két lehetséges telek közül elvetették a Rét utca sarkán fekvőt, és inkább a Rákóczi-kollégium szomszédságába építkeztek, hogy a diákok egy fedett átjárón könnyen átjuthassanak a templomba. Az építési munka 1924 tavaszán kezdődött, kivitelezője Szegő Árpád építész-vállalkozó volt. Az alapozási munkákban az intézet növendékei is részt vettek. A templom 1925 júniusában már külsőleg készen állt, de a belső munkálatok még egy évig folytak.  Az építési költség közel 200 ezer pengőt tett ki, amelynek nagy részét, mintegy 140 ezer pengőt a Rákócziánum gimnázium és internátus biztosította. A hölgybizottság 33 ezer pengőt gyűjtött, a Vallásalap 13 ezer pengőt, a Budapest főváros pedig 8800 pengőt adott.
Mivel az építés közben, 1925 végén rendelte el XI. Piusz pápa Krisztus Király ünneplését (október utolsó vasárnapján), úgy döntöttek, hogy a templomot neki szentelik. A szertartást 1926. október 31-én Csernoch János esztergomi érsek végezte. 
A Krisztus Király templom (kápolna) jelenleg az Országúti Szent István vértanú plébániához (a budai ferencesekhez) tartozik.

## Leírása
Szentélyének boltívén a Krisztus Királyt ábrázoló mozaikkép Nagy Sándor terve alapján készült Angelo Gianese velencei üvegmozaik műtermében. A mozaik mellett kétoldalt kapott helyet az a két festmény, amelyet a Fraknói Vilmos váradi kanonok kifejezetten a templom számára készíttetett 1907-ben. Az Országos Képzőművészeti Társulat segítségével kiírt pályázat nyertese Octavian Smigelschi volt, tőle rendelte meg Fraknói a két cementlapokra festett freskót. Az egyik Szent Istvánt és Szent Imrét ábrázolja, amint meglátogatják a szentmártoni apátság bencéseit, és Imre kit egyszeres, kit hétszeres csókkal üdvözöl; a másik pedig II. Rákóczi Ferencet, amint kápolnájában udvari embereitől körülvéve térden állva fogadja a pap áldását az Oltáriszentséggel. Ezek a képek csak a szentélyből láthatók.
A templom háromhajós, az oldalhajók fölött mindkét oldalon karzat van. A hajókat elválasztó boltívek belsejének díszítőfestésén bibliai és a lorettói litániából származó jelképek láthatók (bárány, búzakalász, szőlőfürt, kereszt, horgony, szív, stb.). Legfelülre, a fából készült lapos mennyezet alá a Trianoni békeszerződéssel elszakított magyar városok festett címerei kerültek.
Harangját 1926-ban Szlezák László öntötte, orgonáját az Angster gyár építette 1927-ben, 14 üvegablakát Leszkovszky György tervei alapján készítették (1928).
A templomot eredetileg folyosó kapcsolta össze a szomszédos Rákóczi Kollégiummal, hogy a diákság azon keresztül járhasson szentmisére, anélkül, hogy ki kellene mennie az utcára. Ezt 2005-ban a gimnázium felújítása során lebontották.

## Galéria

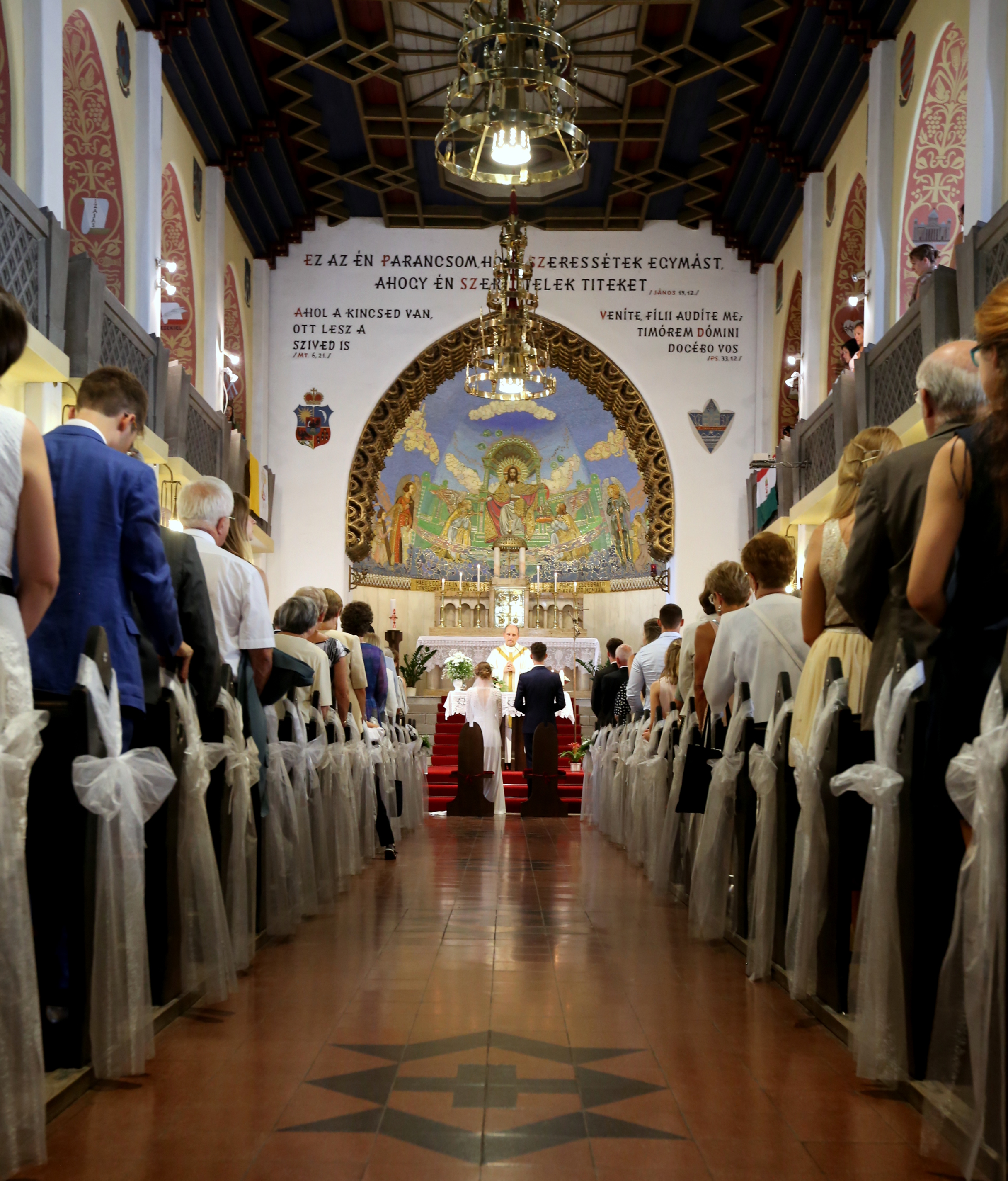
Rózsadombi Krisztus Király templom
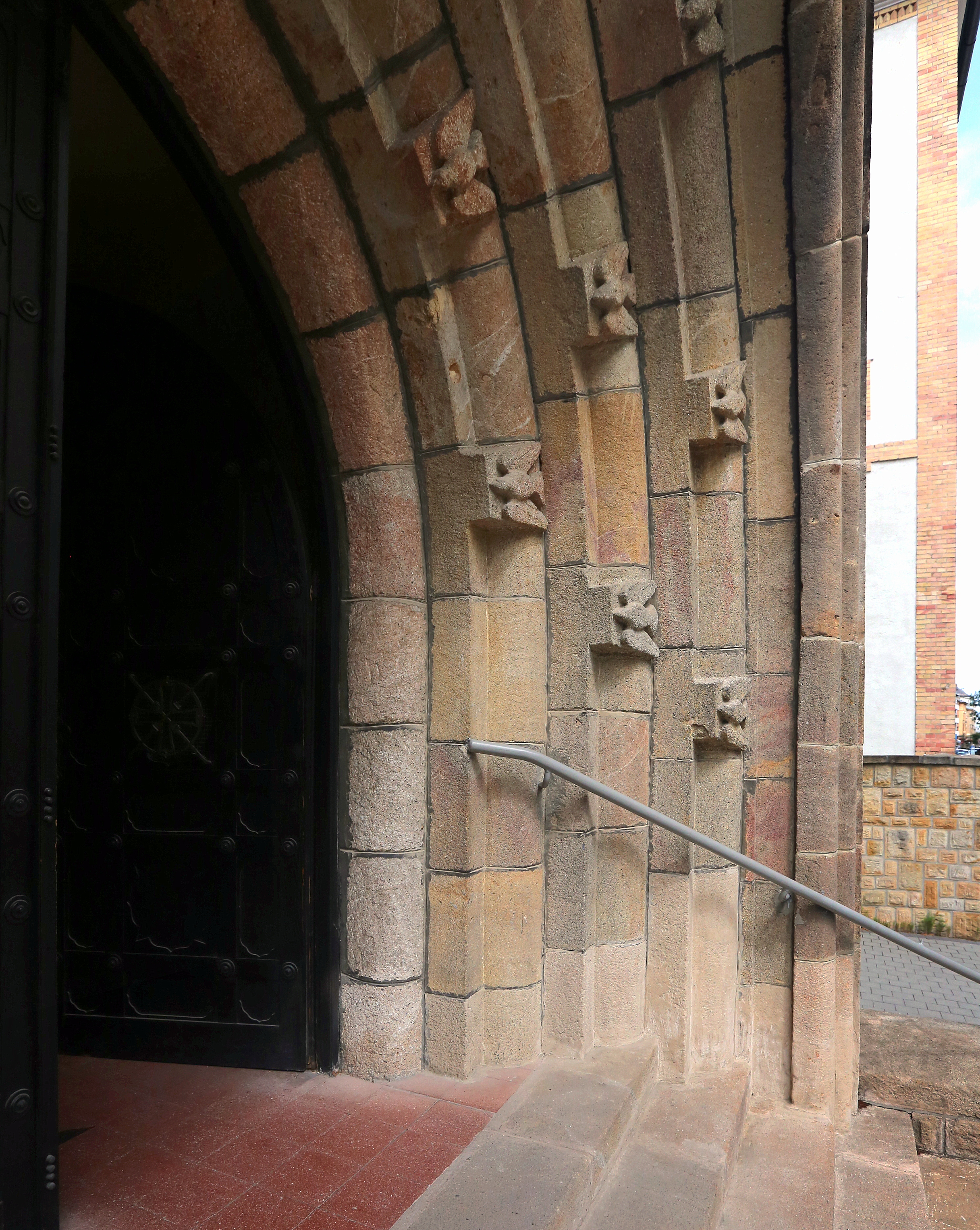
Díszes kapu
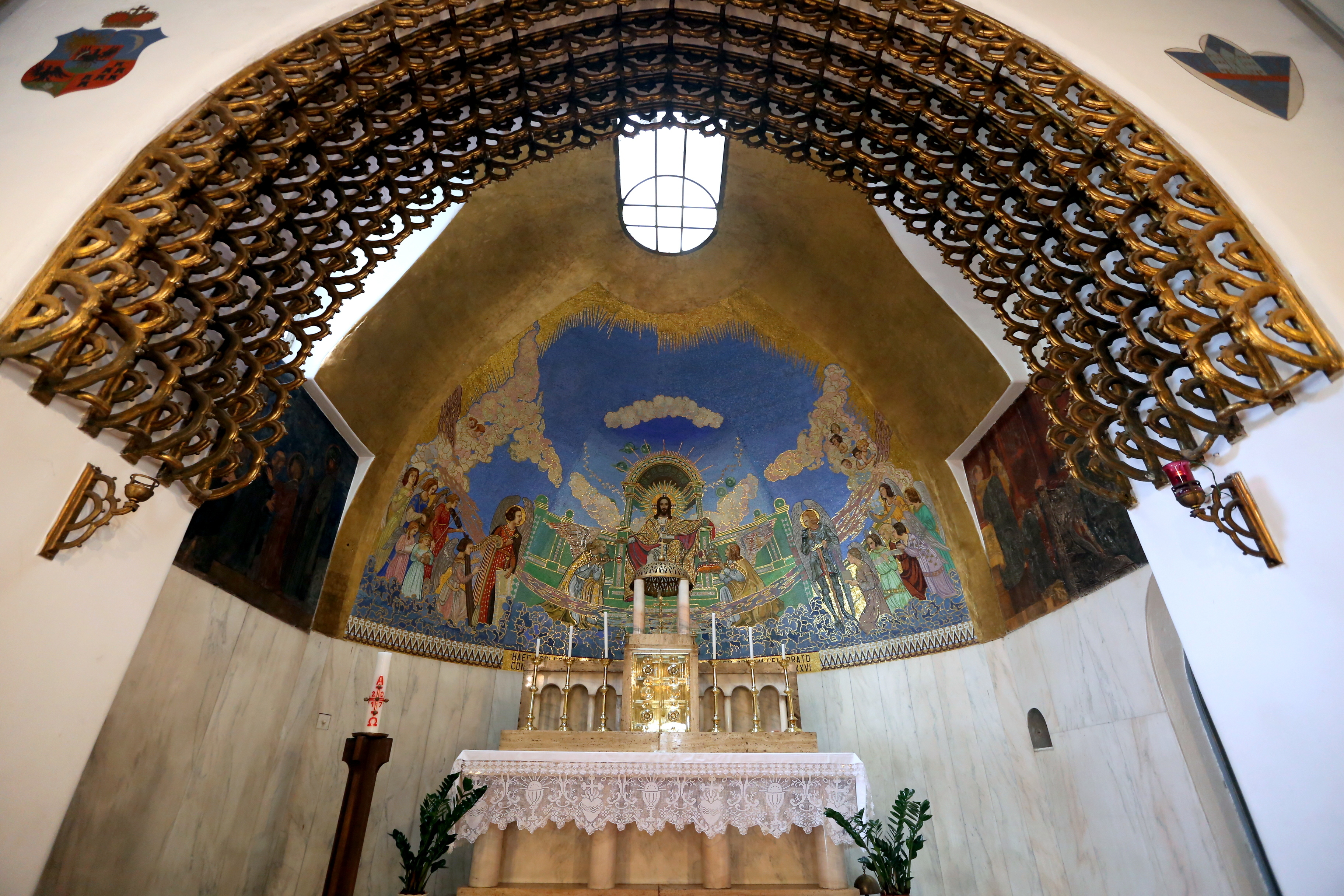
Szentély
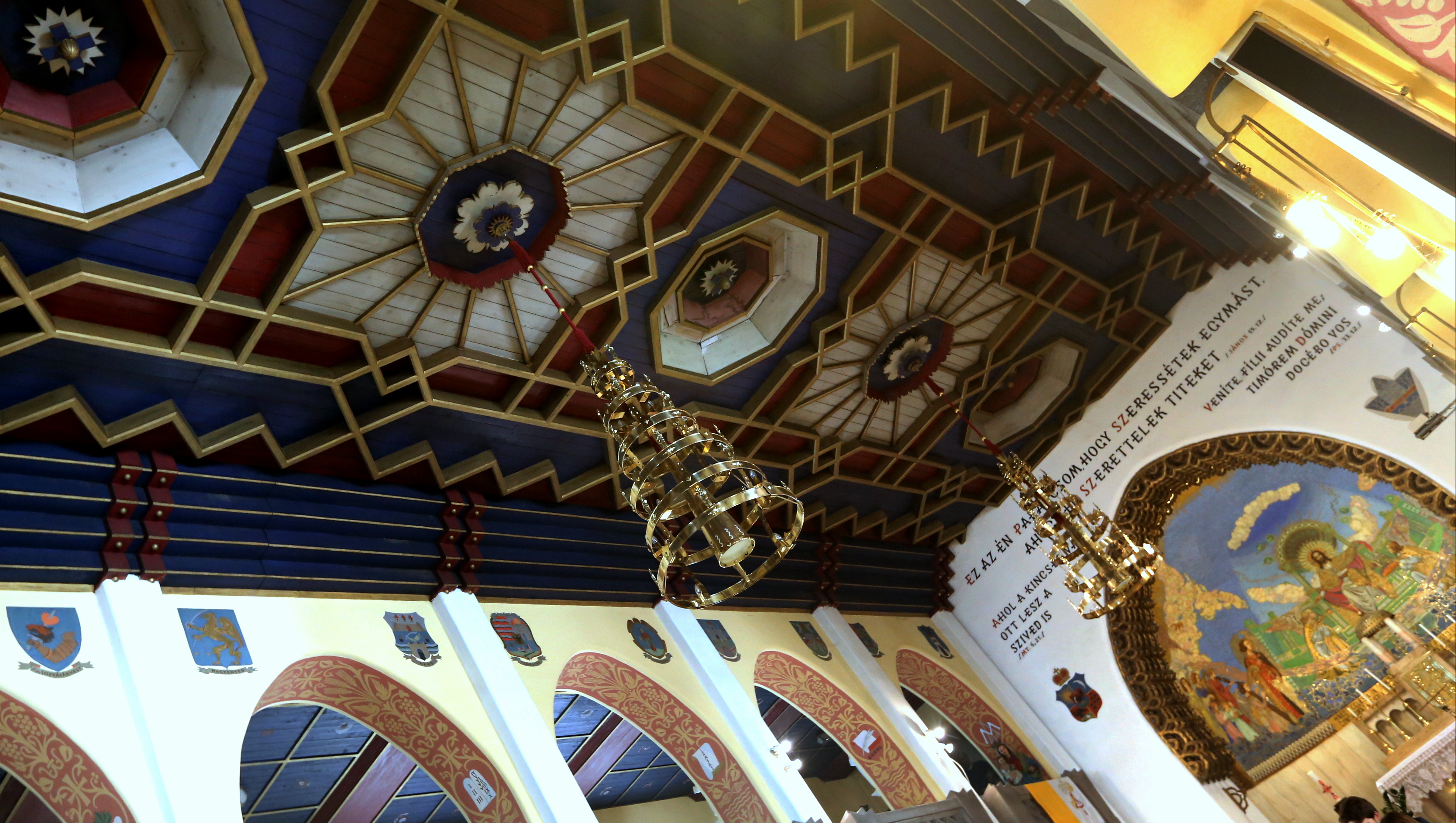
Mennyezet